# West Wiltshire
West Wiltshire este un district ne-metropolitan din Regatul Unit, situat în comitatul Wiltshire din regiunea South West, Anglia. 

## Orașe în cadrul districtului
- Bradford on Avon
- Melksham
- Trowbridge
- Warminster
- Westbury